# ديدييه غونزاليس
ديدييه غونزاليس (بالفرنسية: Didier Gonzales) هو سياسي فرنسي، ولد في 14 سبتمبر 1960 في سيدي بلعباس في الجزائر. حزبياً، نشط في الاتحاد من أجل حركة شعبية. وقد انتخب رئيس بلدية ‏ Villeneuve-le-Roi ‏ (19 مارس 2001 – ) وانتخب نائب فرنسي عن دائرة Val-de-Marne's 3rd constituency ‏ خلال فترته النيابية ‏ (20 يونيو 2007 – 19 يونيو 2012).